# Pablo Lizaso
Pablo Lizaso (Buenos Aires, Argentina, 29 de marzo de 1966 - Buenos Aires, Argentina, 25 de junio de 2001) fue un actor cómico argentino de televisión y teatro.

## Biografía
Pablo Lizaso estudió publicidad en la Fundación de Altos Estudios y trabajó como ejecutivo de cuentas antes de decidir dedicarse a la actuación teatral, su gran pasión. Estudió actuación, canto y baile.

## Televisión
En el año 2000 llegó el papel que lo consagraría como un reconocido famoso, Chiquititas junto a Romina Gaetani, Iván Espeche y Patricia Sosa, en el papel de simpático e histriónico Enzo Miranda.

## Teatro
En 1992 formó parte del elenco de Gypsy en el teatro Astral acompañado de grades como Roberto Fiore, Mabel Manzotti, Eleonora Wexler y Ámbar La Fox.
Trabajó con el gran Pepe Cibrián incorporándose al mundo de la comedia musical, debutando en  el Teatro Municipal General San Martín con la obra Las invasiones inglesas. También hizo las obras El jorobado de París (1993) y Drácula, el musical (1994).
En 1996 actuó en Hello Dolly.
En 1997 trabajó junto a Thelma Biral en La dama y el clarinete
En 1999, Lizaso estuvo entre los privilegiados que acompañaron a Vittorio Gassman en la clase abierta que ofreció el maestro italiano cuando eligió Buenos Aires para despedirse del teatro con su espectáculo Il Mattatore. En ese mismo año hizo la exitosa La Bella y la Bestia en el papel de Lumière, el candelabro parlanchín junto a Marisol Otero, Juan Rodó, Diego Jaraz y Nelly Fontán.
Su última obra teatral, Chiquititas en el Gran Rex  en el 2001, quedó inconclusa debido a su repentina muerte.

## Premios
El 10 de noviembre del 2001 ganó un Premio ACE por su trabajo en la obra La Bella y la Bestia, el cual dedicó a su colega de terna, Omar Pini.

## Fallecimiento
El 25 de junio del 2001 a las 18 hs, Pablo se desplomó en pleno escenario mientras ensayaba una escena con el actor Omar Calicchio, para la obra teatral de Chiquititas, se llamó de inmediato al SAME pero no se pudo hacer más nada. La causa de su muerte fue producto de un paro cardiorrespiratorio no traumático. Sus restos fueron velados en la casa de su madre e inhumados en el Cementerio de la Chacarita en la parcela del Panteón de la Asociación Argentina de Actores. Cris Morena, la productora de por aquel entonces de la obra , dijo a los medios que en ningún momento manifestó alguna dolencia que refiriera a este incidente.